# Jean Daniélou
Dom Jean Daniélou SJ (Neuilly-sur-Seine, 14 de maio de 1905 – Paris, 20 de maio de 1974) foi um padre jesuíta e cardeal francês que participou ativamente no Concílio Vaticano II.

## Biografia
Jean Guenolé Marie Daniélou nasceu em Neuilly-sur-Seine em 14 de maio de 1905, filho de Charles, político francês anticlerical, e de Madeleine Clamorgan, fundadora do Instituto Santa Maria e de uma Universidade gratuita feminina. Tinha também um irmão menor, o indianista Alain Daniélou (1907-1994).
Depois de ter estudado Letras e Filosofia na Universidade de Paris, em 1927 tornou-se professor assistente de gramática.
Entrou na Companhia de Jesus em 1929 e em 1938 foi ordenado padre. Formou-se em teologia em 1942, e foi capelão de um Colégio feminino em Sèvres.
No mesmo ano, fundou em colaboração com Henri de Lubac, a revista Sources Chrétiennes, que publicava estudos sobre os Padres da Igreja.
Em 1944 foi professor de História Antiga do Cristianismo no Institut Catholique de Paris, onde, anos depois, se tornou Decano.
Participou como especialista no Concílio Vaticano II, sob pedido direto do Papa João XXIII.

## Bispo e Cardeal
Em Paris, foi consagrado Arcebispo titular de Taormina em 19 de abril de 1969 pelas mãos do cardeal François Marty. Foi nomeado cardeal-diácono no consistório de 28 de abril de 1969 com a diaconia de São Saba.
Tornou-se também membro da Académie française a partir do dia 9 de novembro de 1972, com o número 37. Foi também nomeado cavaleiro da Légion d'honneur.
Faleceu inesperadamente em 20 de maio de 1974, por ataque cardíaco, quando subia as escadas da casa de uma stripteaser de 24 anos, Mimi Santoni. Padre Daniélou, naquele momento, tinha no bolso muito dinheiro, por isso existem muitos rumores que diziam que ele estava naquele lugar para usufruir de um serviço sexual, mas a versão referida pela moça foi que aquele dinheiro era uma ajuda do padre para pagar a saída de prisão do namorado dela.
Tempo depois, descobriu-se que padre Daniélou tinha o hábito de sustentar muitas mulheres nestas condições. A figura dele foi em parte reabilitada também pelo Papa Bento XVI, amigo e colega de Daniélou.

## Pensamento
Como teólogo, estudou a conexão entre a fé e a teologia contemporânea, o problema da Verdade, a relação entre a natureza e a graça e aprofundou também o tema do marxismo.

## Obras
- Platonisme et théologie mystique: doctrine spirituelle de saint Grégoire de Nysse (Platonismo e teologia mística: dottrina spirituale di san Gregorio di Nissa), Paris 1944: tese de doutoramento
- Orígenes, Paris 1948
- Le Mystère de l'Avent, 1948
- Bible et liturgie, la théologie biblique des sacrements et des fêtes d'après les Pères de l'Église (Bíblia e liturgia, la teologia biblica dei sacramenti e delle feste nei Padri della Chiesa), Paris 1951
- Les anges et leur mission, d'après les Pères de l'Église, Parigi, 1952 (Traduzione italiana: Gli angeli e la loro missione nei Padri della Chiesa, Pescara, Edizioni Paoline, 1957);
- Les manuscrits de la Mer Morte et les origines du christianisme (Os manuscritos do Mar Morto e l'origine del Cristianismo, Paris 1957
- Philon d'Alexandrie (Fílon de Alexandria), Paris 1958
- Le dialogue catholique-protestant, 1960
- Mythes paiens mystere chretien, Paris, Fayard, 1966 (traduzione italiana:  Miti pagani, mistero cristiano, Catania, Ed. paoline, 1968, e successive edizioni: Roma, Arkeios, 1994 e 1995;
- Les Évangiles de l'enfance (I vangeli dell'infanzia), Parigi 1967
- La Trinité et le mystère de l'existence (La Trinità e il mistero dell'esistenza), Paris, 1968
- L'être et le temps chez Grégoire de Nysse (L'essere e il tempo in Gregorio di Nissa), Leida 1970
- Prayer: The Mission of the Church. (Grand Rapids, MI: WB Eerdmans, 1996)
- Histoire des doctrines chretiennes avant Nicee (Storia delle dottrine cristiane prima del concilio di Nicea), in tre volumi:

1. Theologie du judeo-christianisme
2. Message evangelique et culture hellenistique aux 2. et 3. siècle
3. Les Origines du christianisme latin